# Ignition (The Offspring)
Ignition è il secondo album in studio del gruppo musicale statunitense The Offspring, pubblicato il 16 ottobre 1992 dalla Epitaph Records.
L'etichetta ha annunciato il 17 giugno 2008 una ristampa rimasterizzata dell'album.
La moglie di Dexter Holland ha collaborato nella stesura di Session.

## Tracce
Testi e musiche degli Offspring (eccetto dove indicato).
1. Session – 2:32 (The Offspring, Kristine Luna, Jill Eckhaus)
2. We Are One – 3:59
3. Kick Him When He's Down – 3:16
4. Take It like a Man – 2:55
5. Get It Right – 3:06
6. Dirty Magic – 3:48
7. Hypodermic – 3:21
8. Burn It Up – 2:42
9. No Hero – 3:22
10. L.A.P.D. – 2:45
11. Nothing from Something – 3:00 (The Offspring, Marvin Fergusen)
12. Forever and a Day – 2:37

## Formazione
- Noodles - chitarra, cori
- Greg K - basso, cori
- Ron Welty - batteria
- Dexter Holland - voce, chitarra in Dirty Magic